# Стефані Кір'якова
Стефані Кір'якова (англ. Stefani Kiryakova, болг. Стефани Радославова Кирякова нар. 5 січня 2001, Бургас) — болгарська гімнастка, що виступає в груповій першості. Олімпійська чемпіонка Токіо. Чемпіонка та багаторазова призерка чемпіонатів світу, Європи та Європейських ігор. Почесна громадянка Софії.
У 2019 році спільно зі Мадлен Радукановою, Сімоною Дянковою, Лаурою Траатс та Ерікою Зафіровою після здобуття срібла та бронзи чемпіонату світу була визнана командою року в Болгарії.

## Спортивна кар'єра
У шестилітньому віці була відібрана тренеркою Ані Бошевою до секції художньої гімнастики у клубі «Чорноморець» в Бургасі, Болгарія.

### 2018
Перемогу у вправі з п'ятьма обручами на домашньому чемпіонаті Європи в Софії, Болгарія, присвятила матері, яка перенесла інсульт напередодні чемпіонату. Навіть були думки про зняття зі змагань, але заради товаришок по команді групових вправ знайшла в собі сили на виступ.

### 2021
На Олімпійських іграх в Токіо, Японія, спільно зі Сімоною Дянковою, Мадлен Радукановою, Лаурою Траєц та Ерікою Зафіровою здобула перемогу в груповій першості.

## Результати на турнірах
| Рік  | Змагання         | Команда | ГП | 5 | 3 + 2 |
| ---- | ---------------- | ------- | -- | - | ----- |
| 2018 | Чемпіонат Європи | 3       | 3  |   | 1     |
| 2018 | Чемпіонат світу  |         | 3  | 1 | 6     |
| Рік  | Змагання         | Команда | ГП | 5 | 4 + 3 |
| 2019 | Європейські ігри |         | 2  | 2 | 3     |
| 2019 | Чемпіонат світу  | 6       | 3  | 2 | 5     |
| 2021 | Чемпіонат Європи |         |    | 1 | 2     |
| 2021 | Олімпійські ігри |         | 1  |   |       |